# Xã Brule, Quận Brule, South Dakota
Xã Brule (tiếng Anh: Brule Township) là một xã thuộc quận Brule, tiểu bang Nam Dakota, Hoa Kỳ. Năm 2010, dân số của xã này là 130 người.